# Yawalapití
Yawalapití (Iaualapiti, Iaulapiti, Iawalapiti, Iaulapiti, Iwalapiti, Jaulapiti, Yaulapití, Yawarapiti, Ualapiti) /=narod palme yawala,/ indijansko pleme s juga Xingu Parka u brazilskoj državi Mato Grosso. Jezično pripadaju porodici Arawakan a srodni su plemenima Waurá i Mehináku. Kultura Jaulapti nasličnija je onoj njima prijateljskog plemena Mehinaku. Sela su im kružna, s kolektivnim nastambama (maloca) za više obitelji. Svoja tijela farbaju urukuom, a isto tako i kosu koja time poprima izgled kacige. Poulacija im iznosi 208 (2002), a prema Ethnologue, jezik im je nestao.
Tradicionalni teritorij yawalapita je donji tok rijeke Kuluene na gornjem Xinguu, gdje je danas preostalo još samo jedno selo na rijeci Rio Totoari (u njihovom jeziku Tipatipa), malenoj pritoci Rio kuluene. Selo se nalazi blizu indijanske postaje Leonardo Villas Boas. Selo je kružnog oblika s kućama visokim 6-7 metara i krovovima koji se spuštaju sve do dna, a okružuju središnji prostor (uikúka) u kojem se nalazi muška kuća sa svetim flautama-yakuí.
Yawalapiti su ribari i uzgajivači manioke a prehranu dopunju mesom raznih vrsta majmuna i ptica, kao i sakupljanjem: ananas (Ananas sativus), piquí (Caryocar villosum), buriti (Mauritia flexuosa), skakavci i mravi. Također uzgajaju i nešto kikirikija (Arachis hypogaea), papriku (Capsicum) i duhan (Nicotiana tabacum). Banane, slatki krumpir, abóbora (Cucurbita), kalabase (Crescentia), pamuk, limeta, i tikve (Lagenaria) nabavljaju iz susjednih sela Indijanaca Kalapalo, Kamayurá, Waurá i Mehinaku.
Demijurg Kwamuty, stvoritelj je prvih ljudi.

## Lietratura
- Ribeiro, Berta G. (1979). Diário do Xingu. Rio de Janeiro: Paz e Terra.

## Vanjske poveznice
- Slike[neaktivna poveznica]